# DDR-Meisterschaften im Feldfaustball 1987/88
Die DDR-Meisterschaften im Feldfaustball 1987/88 waren seit 1949 die 39. Austragung der Meisterschaften im Faustball auf dem Feld in der DDR in der Saison 1987/88.
Die Saison startete im Herbst 1987 mit dem ersten Spieltag in Berlin und St. Egidien. Der zweite Spieltag wurde in Hirschfelde und Barby ausgetragen.
Die beiden Finalturniere der jeweils vier Oberliga-Erstplatzierten der Frauen und Männer fanden am 9. Juli 1988 in Barby/Elbe statt.
Der Modus der Finalrunde wurde dahingehend geändert, dass die Einfachrunde nicht die endgültigen Platzierungen ergab, sondern erst weitere Platzierungsspiele der auf Platz 1 und 2 gelandeten Mannschaften im Finale und der auf Platz 3 und 4 einkommenden Mannschaften im kleinen Finale über die Medaillen entschieden.

## Frauen
Abschlusstabelle der Hauptrunde:
| Platz | Mannschaft                 | Punkte | Siege | Remis | Niederlagen | Bälle Diff.  | Vorgabezähler |
| 1.    | Chemie Weißwasser (M)      | 24:4   | 12    | –     | 2           | 477:275 +202 | 3             |
| 2.    | Lokomotive Schwerin I      | 24:4   | 12    | –     | 2           | 450:294 +156 | 2             |
| 3.    | TSG Berlin-Oberschöneweide | 20:8   | 10    | –     | 4           | 402:302 +100 | 1             |
| 4.    | Rotation Berlin            | 18:10  | 9     | –     | 5           | 395:305 0+90 | –             |
| 5.    | Turbine Potsdam (N)        | 12:16  | 6     | –     | 8           | 367:417 0−50 | –             |
| 6.    | SG Cossebaude              | 5:23   | 2     | 1     | 11          | 282:451 −169 | –             |
| 7.    | Empor Grabow               | 4:24   | 2     | –     | 12          | 322:519 −197 | –             |
| 8.    | Lokomotive Schwerin II     | 3:25   | 1     | 1     | 12          | 281:443 −162 | –             |

Auf-/Abstieg: Für die Aufstiegsrunde waren die beiden Letzten der Oberliga und die Sieger der Ligastaffeln spielberechtigt, sofern sie aufstiegsberechtigt waren.

Es kam aber nur zu einem Turnier der drei Mannschaften Einheit Steremat Berlin (Sieger Staffel II), Empor Barby (Zweiter der Staffel IV) anstelle des Siegers BSG Leipzig-Eutritzsch, die aber nicht über den für den Aufstieg geforderten Sektionsnachwuchs verfügten, und der SG Görlitz, die aus gleichem Grunde anstelle der SG Heidenau als Vertreter der Staffel III spielten. Die SG Bademeusel (Sieger Staffel V) und die Oberligateilnehmer Empor Grabow und Lok Schwerin II sagten ab. Motor Rathenow (Sieger der Staffel I) nahm ebenfalls nicht teil. 
Oberliga-Qualifikationsrunde:
| Empor Barby             | – | Einheit Steremat Berlin | 28:22 | 29:19 |
| Empor Barby             | – | SG Görlitz              | 31:20 | 42:22 |
| Einheit Steremat Berlin | – | SG Görlitz              | 40:26 | 26:16 |

| 1. | Empor Barby               | 8:0 | 130:83 |
| 2. | Einheit Steremat Berlin   | 4:4 | 107:99 |
| 3. | Spielgemeinschaft Görlitz | 0:8 | 84:139 |

Damit nahmen Empor Barby und Steremat Berlin an der Oberliga 1988/89 teil.
Spiele der Finalrunde:
| Chemie Weißwasser          | – | Rotation Berlin            | 30:22 (15:10) |
| Lokomotive Schwerin        | – | TSG Berlin-Oberschöneweide | 32:21 (18:12) |
| Chemie Weißwasser          | – | TSG Berlin-Oberschöneweide | 22:21 (11:11) |
| Lokomotive Schwerin        | – | Rotation Berlin            | 32:19 (18:6)  |
| TSG Berlin-Oberschöneweide | – | Rotation Berlin            | 30:21 (14:11) |
| Chemie Weißwasser          | – | Lokomotive Schwerin        | 25:27 (15:13) |

Abschlusstabelle der Vorrunde:
| Platz | Mannschaft                 | Punkte | Vorgabezähler | Gesamt | Bälle Diff. |
| 1.    | Lokomotive Schwerin        | 6:0    | 2             | 8:0    | 91:65 +26   |
| 2.    | Chemie Weißwasser          | 4:2    | 3             | 7:2    | 77:70 0+7   |
| 3.    | TSG Berlin-Oberschöneweide | 2:4    | 1             | 3:4    | 72:75 0−3   |
| 4.    | Rotation Berlin            | 0:6    | 0             | 0:6    | 62:92 −30   |

Platzierungsspiele:
Spiel um Platz 3:
- TSG Berlin-Oberschöneweide – Rotation Berlin 20:27 (8:14)

Finale:
- Lokomotive Schwerin – Chemie Weißwasser 24:27 (11:12)

Abschlussstand:
| Platz | Mannschaft                 |
| 1.    | Chemie Weißwasser          |
| 2.    | Lokomotive Schwerin        |
| 3.    | Rotation Berlin            |
| 4.    | TSG Berlin-Oberschöneweide |

## Männer
Abschlusstabelle der Hauptrunde:
| Platz | Mannschaft                       | Punkte | Siege | Remis | Niederlagen | Bälle       | Vorgabezähler |
| 1.    | Lokomotive Dresden               | 38:6   | 19    | –     | 3           | 704:472     | 3             |
| 2.    | Traktor Bachfeld (M)             | 34:10  | 17    | –     | 5           | 660:538     | 2             |
| 3.    | Lok „Erich Steinfurth“ Berlin I  | 28:16  | 14    | –     | 8           | 627:545 +82 | 1             |
| 4.    | Aufbau St. Egidien (N)           | 28:16  | 14    | –     | 8           | 590:582 0+8 | –             |
| 5.    | Fortschritt Glauchau             | 26:18  | 13    | –     | 9           | 593:555     | –             |
| 6.    | Lok „Erich Steinfurth“ Berlin II | 24:20  | 12    | –     | 10          | 591:572     | –             |
| 7.    | Spielgemeinschaft Heidenau       | 20:24  | 9     | 2     | 11          | 536:567     | –             |
| 8.    | ISG Hirschfelde                  | 18:26  | 9     | –     | 13          | 577:606     | –             |
| 9.    | Empor Barby (N)                  | 17:27  | 8     | 1     | 13          | 544:636     | –             |
| 10.   | SG Bademeusel (N)                | 12:32  | 5     | 2     | 15          | 541:632     | –             |
| 11.   | SG Waldkirchen                   | 10:34  | 4     | 2     | 16          | 571:658     | –             |
| 12.   | Chemie Zeitz                     | 9:35   | 3     | 3     | 16          | 519:690     | –             |

Auf-/Abstieg: Die Mannschaften auf den letzten drei Plätzen stiegen direkt in die Liga ab. Für den Aufstieg in die Oberliga hatten sich die Sieger der drei Liga-Staffeln, Lokomotive Elsterwerda, Fortschritt Glauchau II und Chemie Weißwasser sportlich qualifiziert. Fortschritt Glauchau erfüllte aber nicht die Vorgaben über die Nachwuchsarbeit, so dass statt der zweiten Glauchauer Mannschaft Motor Ost Zella-Mehlis als Zweitplatzierter der Staffel II aufstieg.
Spiele der Finalrunde:
| Lokomotive Dresden | – | Aufbau St. Egidien              | 29:34 (14:17) |
| Traktor Bachfeld   | – | Lok „Erich Steinfurth“ Berlin I | 33:20 (16:10) |
| Lokomotive Dresden | – | Lok „Erich Steinfurth“ Berlin I | 29:24 (14:13) |
| Traktor Bachfeld   | – | Aufbau St. Egidien              | 40:20 (18:10) |
| Lokomotive Dresden | – | Traktor Bachfeld                | 29:21 (13:9)  |
| Aufbau St. Egidien | – | Lok „Erich Steinfurth“ Berlin I | 26:35 (12:18) |

Abschlusstabelle der Vorrunde:
| Platz | Mannschaft                    | Punkte | Vorgabezähler | Gesamt | Bälle Diff. |
| 1.    | Lokomotive Dresden            | 4:2    | 3             | 7:2    | 87:79 0+8   |
| 2.    | Traktor Bachfeld              | 4:2    | 2             | 6:2    | 94:69 +25   |
| 3.    | Lok „Erich Steinfurth“ Berlin | 2:4    | 1             | 3:4    | 79:88 0−9   |
| 4.    | Aufbau St. Egidien            | 2:4    | 0             | 2:4    | 80:104 −24  |

Platzierungsspiele:
Spiel um Platz 3:
- Lok „Erich Steinfurth“ Berlin – Aufbau St. Egidien 31:25 (13:13)

Finale:
- Lokomotive Dresden – Traktor Bachfeld 29:23 (12:14)

Abschlussstand:
| Platz | Mannschaft                    |
| 1.    | Lokomotive Dresden            |
| 2.    | Traktor Bachfeld              |
| 3.    | Lok „Erich Steinfurth“ Berlin |
| 4.    | Aufbau St. Egidien            |

## Anmerkung
1. 1 2 3 4  Vorgabezähler: Gemäß ihrer Platzierung in der Hauptrunde erhielten die qualifizierten Mannschaften Punkte für die Endrunde. Der Erste erhielt dabei drei Punkte, der Zweitplatzierte zwei, der Dritte noch einen.